# Pomatoschistus pictus
Pomatoschistus pictus е вид бодлоперка от семейство Попчеви (Gobiidae). Видът не е застрашен от изчезване.

## Разпространение и местообитание
Разпространен е в Белгия, Великобритания (Северна Ирландия), Германия, Гърнси, Дания, Джърси, Ирландия, Испания (Канарски острови), Ман, Нидерландия, Норвегия, Португалия (Мадейра), Турция, Франция, Хърватия и Швеция.
Обитава крайбрежията и пясъчните дъна на морета. Среща се на дълбочина от 9 до 55 m, при температура на водата от 9,4 до 12,3 °C и соленост 33,6 – 35,3 ‰.

## Описание
На дължина достигат до 6 cm.
Продължителността им на живот е около 2 години.